# عاشقی (فیلم ۲۰۱۰)
عاشقی (به هندی: Ishqiya) فیلمی محصول سال ۲۰۱۰ و به کارگردانی آبیشک چائوبی است. در این فیلم بازیگرانی همچون نصیرالدین شاه، ویدیا بالان، آرشاد وارسی، عادل حسین ایفای نقش کرده‌اند.